# Cyril Čechrák
Cyril Čechrák (25. prosince 1890 Košíře – 28. listopadu 1974 Liberec) byl český právník a ekonom, profesor národního hospodářství na právnické fakultě Univerzity Komenského v Bratislavě.

## Život a působení
Byl synem košířského zámečníka Václava Čechráka a jeho manželky Ludmily, rozené Havránkové, nejstarší z šesti dětí. Vystudoval gymnázium v Praze a poté pražskou právnickou fakultu, kde roku 1918 získal doktorát práv. Poté byl postupně redaktorem východočeského týdeníku státoprávní demokracie Východ, advokátním koncipientem a nakonec získal dlouhodobější zaměstnání ve statistickém úřadu. Zároveň začal vyučovat, nejdříve na pražské Českoslovanské obchodní akademii, později jako soukromý docent na Vysoké škole obchodní a roku 1924 se v oboru národního hospodářství habilitoval na české právnické fakultě v Praze. O dva roky později ale přešel na nově zřízenou bratislavskou právnickou fakultu, která měla nedostatek vyučujících, roku 1929 zde byl jmenován mimořádným a v roce 1933 řádným profesorem národního hospodářství. Mezi roky 1934–1935 zde působil i ve funkci děkana. Čechrák byl také členem Učené společnosti Šafárikovy, Slovenského ústavu, Sboru pro výzkum Slovenska a Podkarpatské Rusi při Slovanském ústavu a Sociálního ústavu Československé republiky. Na konci 30. let ale musel, podobně jako další čeští profesoři, samostatné Slovensko opustit. Vrátil se do Prahy, kde opět začal učit na právnické fakultě; už od 17. listopadu 1939 ale nacističtí okupanti české vysoké školy uzavřeli. Podobně se mu vedlo i po Únoru 1948, kdy byl odeslán na nucenou dovolenou „na doplnění si marxistické teorie“. Následně měl[ujasnit] Cyril Čechrák z Československa emigrovat.
Profesor Čechrák byl významně ovlivněn americkou teorií institucionalismu, byl ve své době jediným představitelem institucionální ekonomie v Československu. Neuznával neoklasickou ekonomii, ekonomické jevy nehodnotil staticky, ale dynamicky, v různých jejich vývojových fázích a přiznával značný vliv iracionálním motivům v ekonomickém chování lidí. Při své práci vzhledem k tomu používal značnou měrou sociologických a statistických metod. Své názory vyjádřil zejména v díle Všeobecná ekonomika (1934, 1946), v níž mj. popsal ekonomické vývojové cykly a shrnul svou teorii konjunkturálního vlnění, jenž vyplývá z dlouhodobých trendů a zasahuje proto značnou část ekonomiky státu.